# Strimmig hornuggla
Strimmig hornuggla (Asio clamator) är en fågel i familjen ugglor inom ordningen ugglefåglar.

## Utseende
Strimmig hornuggla är en rätt stor och ljus uggla med synliga örontofsar och honungsfärgade ögon. Ansiktet är vitaktigt, inramat i svart. Undersidan är vitaktig med prydliga mörka långsgående streck.

## Utbredning och systematik
Strimmig hornuggla förekommer i Central- och Sydamerika. Den delas in i fyra underarter med följande utbredning:
- Asio clamator forbesi – förekommer från tropiska södra Mexiko till Panama
- Asio clamator clamator – förekommer från Colombia till Venezuela, östra Peru och centrala och nordöstra Brasilien
- Asio clamator oberi – förekommer i Trinidad och Tobago
- Asio clamator midas – förekommer från östra Bolivia till Paraguay, södra Brasilien, Uruguay och norra Argentina

Tidigare fördes den till släktet Pseudoscops, men genetiska studier visar att den är en del av Asio.

## Levnadssätt
Strimmig hornuggla föredrar savann och andra öppna områden med spridda träd och buskar. Arten är nattaktiv och kan ses jaga från sittplatser utmed vägar eller från ledningar. Dagtid vilar den i tät vegetation.

## Status
Arten har ett stort utbredningsområde och beståndet anses stabilt. Internationella naturvårdsunionen IUCN listar den därför som livskraftig (LC).